# 구라테군

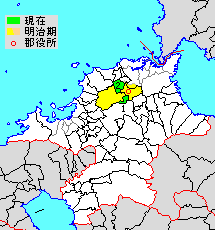
후쿠오카현 구라테군의 위치 (1.고타케정 2.구라테정 연노랑: 후에 다른 군에 편입된 구역)

구라테군(일본어: 鞍手郡, くらてぐん)은 일본 후쿠오카현(지쿠젠국)의 군이다.
인구 20,784명, 면적 49.88km², 인구밀도 417명/km².(2025년 3월 1일, 추계인구)
이하 2정으로 구성된다.
- 구라테정(鞍手町)
- 고타케정(小竹町)

## 군역
1878년 행정 구역으로 발족 당시의 군역은 위의 2정 외에 아래의 구역에 해당한다.
- 기타큐슈시
  - 야하타니시구의 일부
- 나카마시의 일부
- 노가타시·미야와카시 전역

## 역사
1970년대까지 노가타시·미야와카시는 지쿠호 탄전의 석탄 생산지로서 번창해 1976년까지 탄광이 존재했다.
- 1878년 11월 1일 - 군구정촌 편제법이 후쿠오카현에서 시행되면서 행정 구역으로서의 구라테군이 발족되었다.

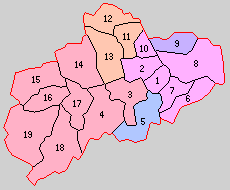
1.노가타정 2.신뉴촌 3.가이타촌 4.미야타촌 5.가쓰노촌 6.후쿠치촌 7.시모자카이촌 8.돈노촌 9.고야노세촌 10.우에키촌 11.쓰루기촌 12.후루쓰키촌 13.니시카와촌 14.가사마쓰촌 15.야마구치촌 16.나카촌 17.와카미야촌 18.히요시촌 19.요시카와촌
(보라: 기타큐슈시 분홍: 노가타시 빨강: 미야와카시 녹색: 고타케정 주황: 구라테정)

- 1889년 4월 1일 - 정촌제 시행으로, 아래의 정촌이 발족.(1정 18촌)
  - 노가타정(直方町): 현 노가타시
  - 신뉴촌(新入村): 현 노가타시
  - 가이타촌(香井田村): 현 미야와카시
  - 미야타촌(宮田村): 현 미야와카시
  - 가쓰노촌(勝野村): 현 고타케정
  - 후쿠치촌(福地村): 현 노가타시
  - 시모자카이촌(下境村): 현 노가타시
  - 돈노촌(頓野村): 현 노가타시
  - 고야노세촌(木屋瀬村): 현 기타큐슈시
  - 우에키촌(植木村): 현 노가타시
  - 쓰루기촌(剣村): 현 구라테정
  - 후루쓰키촌(古月村): 현 구라테정
  - 니시카와촌(西川村): 현 구라테정
  - 가사마쓰촌(笠松村): 현 미야와카시
  - 야마구치촌(山口村): 현 미야와카시
  - 나카촌(中村): 현 미야와카시
  - 와카미야촌(若宮村): 현 미야와카시
  - 히요시촌(日吉村): 현 미야와카시
  - 요시카와촌(吉川村): 현 미야와카시
  - 일부가 온가군 소코이노촌의 일부이 됨.
- 1898년 9월 2일 - 고야노세촌이 정제 시행으로 고야노세정(木屋瀬町)이 됨.(2정 17촌)
- 1900년 3월 14일 - 우에키촌이 정제 시행으로 우에키정(植木町)이 됨.(3정 16촌)
- 1908년 12월 15일 - 히요시촌·요시카와촌이 합병하여, 새로이 요시카와촌이 발족.(3정 15촌)
- 1926년
  - 4월 1일 - 미야타촌이 정제 시행으로 미야타정(宮田町)이 됨.(4정 14촌)
  - 11월 1일 - 노가타정·신뉴촌·후쿠치촌·돈노촌·시모자카이촌이 합병하여, 새로이 노가타정이 발족.(4정 10촌)
- 1927년 4월 1일 - 가이타촌이 미야타정에 편입.(4정 9촌)
- 1928년 1월 1일 - 가쓰노촌이 정제 시행과 개칭으로 고타케정(小竹町)이 됨.(5정 8촌)
- 1931년 1월 1일 - 노가타정이 시제 시행으로 노가타시(直方市)가 되어, 군에서 이탈.(4정 8촌)
- 1943년 2월 11일 - 와카미야촌이 정제 시행으로 와카미야정(若宮町)이 됨.(5정 7촌)
- 1951년 4월 1일 - 와카미야정·나카촌·야마구치촌이 합병하여, 새로이 와카미야정이 발족.(5정 5촌)
- 1952년 8월 1일 - 쓰루기촌이 정제 시행으로 쓰루기정(剣町)이 됨.(6정 4촌)
- 1955년
  - 1월 1일 - 쓰루기정·니시카와촌·후루쓰키촌이 합병하여, 구라테정(鞍手町)이 발족.(6정 2촌)
  - 3월 31일(5정)
    - 우에키정이 노가타시에 편입.
    - 미야타정 및 가사마쓰촌의 대부분이 합병하여, 새로이 미야타정이 발족.
    - 와카미야정·요시카와촌 및 가사마쓰촌의 일부가 합병하여, 새로이 와카미야정이 발족.

  - 4월 1일 - 고야노세정이 야하타시에 편입.(4정)
- 2006년 2월 11일 - 미야타정·와카미야정이 합병하여, 미야와카시(宮若市)가 발족, 군에서 이탈.(2정)